# 李鴻 (萬曆進士)
李鸿（1558年—1607年），字渐卿，一字仪羽，别号为溪，直隶苏州府长洲县（今属江苏苏州市）人。明朝政治人物。首辅申時行的女婿。

## 生平
万历十六年（1588年）中式顺天府乡试第十一名举人，万历二十年（1592年）中會試第二百十六名，万历二十三年（1595年）廷試三甲一百二十七名进士。兵部觀政，次年四月，授任江西上饶县知县，颇有政绩。因与朝廷税监对抗，被诬削职。
李鸿父李坦与申時行是同学，两人互相订了亲。李鸿十七岁時，奉父命至京师与申氏结婚。

## 著作
著述13种，仅《书经讲义会编》、《赋苑》两种存世。

## 佚事
《萬曆野獲編》載李鴻作詩譏諷其妻之母吳氏與有權勢之吳氏兩支通家之事。

## 家族
曾祖父吴溪公李庭樟。祖父李燦。父李坦，号冰谷，邑诸生，以子贵赠文林郞。母赵氏。
子徵慶、集慶。